# Liste der Bodendenkmäler in Coburg
Auf dieser Seite sind die Bodendenkmäler in der oberfränkischen kreisfreien Stadt Coburg zusammengestellt. Diese Tabelle ist eine Teilliste der Liste der Bodendenkmäler in Bayern. Grundlage ist die Bayerische Denkmalliste, die auf Basis des Bayerischen Denkmalschutzgesetzes vom 1. Oktober 1973 erstmals erstellt wurde und seither durch das Bayerische Landesamt für Denkmalpflege geführt wird. Die folgenden Angaben ersetzen nicht die rechtsverbindliche Auskunft der Denkmalschutzbehörde.

## Bodendenkmäler in Coburg
| Lage                                  | Objekt | Akten-Nr.     | Bild |
| ------------------------------------- | --- | ------------- | ---- |
| Beiersdorf b.Coburg Coburg (Standort) | Archäologische Befunde des Mittelalters und der frühen Neuzeit im Bereich der wüst gefallenen Hofstelle Kropfweihers und Turmhügel des Mittelalters. | D-4-5731-0005 |      |
| Coburg (Standort)                     | Befestigungsanlage des frühen und hohen Mittelalters auf dem Fürwitz sowie Höhensiedlung der Latènezeit. | D-4-5731-0007 |      |
| Scheuerfeld Coburg (Standort)         | Freilandstation des Mesolithikums. | D-4-5731-0009 |      |
| Creidlitz Coburg (Standort)           | Freilandstation des Paläolithikums und des Mesolithikums. | D-4-5731-0011 |      |
| Bertelsdorf Coburg (Standort)         | Freilandstation des Mesolithikums und Siedlung der Hallstattzeit. | D-4-5731-0012 |      |
| Altenhof Weitramsdorf (Standort)      | Freilandstation des Mesolithikums, Siedlung der Linearbandkeramik und Wüstung der Karolingerzeit. | D-4-5731-0027 |      |
| Coburg (Standort)                     | Verebneter mittelalterlicher Turmhügel. | D-4-5731-0043 |      |
| Coburg (Standort)                     | Untertägige Teile der mittelalterlichen Burg und der frühneuzeitlichen Festung mit Vorgängerbauten seit dem hohen Mittelalter sowie Siedlung des Jungneolithikums, der Urnenfelderzeit, der Hallstattzeit und der frühen Latènezeit und hochmittelalterliche Körpergräber. | D-4-5731-0049 |      |
| Coburg (Standort)                     | Siedlung des Neolithikums. | D-4-5731-0052 |      |
| Creidlitz Coburg (Standort)           | Siedlung vorgeschichtlicher Zeitstellung. | D-4-5731-0069 |      |
| Wüstenahorn Coburg (Standort)         | Ovales Grabenwerk vor- und frühgeschichtlicher Zeitstellung. | D-4-5731-0077 |      |
| Coburg (Standort)                     | Grabenwerk vor- und frühgeschichtlicher Zeitstellung. | D-4-5731-0078 |      |
| Scheuerfeld Coburg (Standort)         | Siedlung vor- und frühgeschichtlicher Zeitstellung. | D-4-5731-0083 |      |
| Coburg (Standort)                     | Siedlung vor- und frühgeschichtlicher Zeitstellung. | D-4-5731-0084 |      |
| Coburg (Standort)                     | Vorgängerbefunde und untertägige Teile der Burg Schloss Callenberg des Mittelalters und der Neuzeit. | D-4-5731-0095 |      |
| Beiersdorf b.Coburg Coburg (Standort) | Mittelalterliche Vorgängerbauten des Wirtschaftshofes von Schloss Callenberg. | D-4-5731-0103 |      |
| Scheuerfeld Coburg (Standort)         | Freilandstation des Mesolithikums und Siedlung des Neolithikums. | D-4-5731-0105 |      |
| Coburg (Standort)                     | Untertägige Teile der mittelalterlichen Kernstadt von Coburg. | D-4-5731-1000 |      |
| Coburg (Standort)                     | Abschnitt einer Holz-Erde-Befestigung des Mittelalters. | D-4-5731-1001 |      |
| Coburg (Standort)                     | Vorgängerbauten des hohen und späten Mittelalters und untertägige Teile der bestehenden Kirche St. Moriz, errichtet ab der 2. Hälfte des 14. Jahrhunderts, sowie Friedhof karolingisch-ottonischer Zeit und des 13. bis 15. Jahrhunderts.                                  | D-4-5731-1002 |      |
| Coburg (Standort)                     | Untertägige Teile sowie hochmittelalterliche Vorgängerbefunde des ehem. Franziskanerklosters der Mitte des 13. Jahrhunderts sowie untertägige Teile des Schlosses Ehrenburg, errichtet ab Mitte des 16. Jahrhunderts.                                                      | D-4-5731-1003 |      |
| Coburg (Standort)                     | Siedlung des frühen Mittelalters und untertägige Teile sowie Befunde und Funde der ehem. Wirtschaftsgebäude des Schlosses Ehrenburg des 16. Jahrhunderts, abgebrochen 1810/11.                                                                                             | D-4-5731-1004 |      |
| Coburg (Standort)                     | Untertägige Teile der ehem. Propstei des 13. Jahrhunderts des Benediktinerklosters Saalfeld, abgebrochen ab 1729. | D-4-5731-1005 |      |
| Coburg (Standort)                     | Vorgängerbauten und untertägige Teile der teilweise obertägig erhaltenen Stadtbefestigung des 13. Jahrhunderts der mittelalterlichen Kernstadt von Coburg zwischen ehem. Propstei und Judentor.                                                                            | D-4-5731-1006 |      |
| Coburg (Standort)                     | Vorgängerbauten und untertägige Teile der Stadtbefestigung des 13. Jahrhunderts der mittelalterlichen Kernstadt von Coburg zwischen ehem. Probstei und Judentor. | D-4-5731-1007 |      |
| Coburg (Standort)                     | Untertägige Teile der spätmittelalterlichen Steintorvorstadt von Coburg. | D-4-5731-1008 |      |
| Coburg (Standort)                     | Untertägige Teile der spätmittelalterlichen Ketschenvorstadt von Coburg. | D-4-5731-1009 |      |
| Coburg (Standort)                     | Untertägige Teile der teilweise obertägig erhaltenen Stadtbefestigung der spätmittelalterlichen Ketschenvorstadt von Coburg. | D-4-5731-1010 |      |
| Coburg (Standort)                     | Untertägige Teile der Kirche St. Salvator des 17. Jahrhunderts. | D-4-5731-1011 |      |
| Coburg (Standort)                     | Untertägige Teile der spätmittelalterlichen Judenvorstadt von Coburg. | D-4-5731-1012 |      |
| Coburg (Standort)                     | Untertägige Teile und Vorgängerbauten der neuzeitlichen Judenbrücke, errichtet 1783. | D-4-5731-1013 |      |
| Coburg (Standort)                     | Untertägige Teile der spätmittelalterlichen Steinwegvorstadt von Coburg. | D-4-5731-1014 |      |
| Coburg (Standort)                     | Untertägige Teile der ehem. Stadtbefestigung der spätmittelalterlichen Steinwegvorstadt von Coburg. | D-4-5731-1015 |      |
| Coburg (Standort)                     | Untertägige Teile und Vorgängerbauten der Heilig-Kreuz Kirche des ersten Viertels des 15. Jahrhunderts (1401–1407), stark verändert in der 1. Hälfte des 18. Jahrhunderts.                                                                                                 | D-4-5731-1016 |      |
| Coburg (Standort)                     | Untertägige Teile der ehem. Siechenkapelle St. Nikolaus des 15. Jahrhunderts. | D-4-5731-1017 |      |
| Scheuerfeld Coburg (Standort)         | Untertägige Teile und Vorgängerbauten des Eichhofes, belegt seit 1440, sowie untertägige Teile des Schlosses Eichhof des 17./18. Jahrhunderts. | D-4-5731-1023 |      |
| Neuses b.Coburg Coburg (Standort)     | Spätmittelalterliche Vorgängerbauten sowie untertägige Teile der Kirche St. Matthäus des 18. Jahrhunderts. | D-4-5731-1026 |      |
| Scheuerfeld Coburg (Standort)         | Mittelalterliche Vorgängerbauten der 1832/34 errichteten Kirche von Scheuerfeld. | D-4-5731-1028 |      |
| Scheuerfeld Coburg (Standort)         | Verebneter Turmhügel des Mittelalters sowie untertägige Teile des frühneuzeitlichen ehem. Schlosses Scheuerfeld. | D-4-5731-1029 |      |
| Wüstenahorn Coburg (Standort)         | Archäologische Befunde und Funde sowie mittelalterliche Vorgängerbauten im Bereich des Rittergutes von Wüstenahorn, ersterwähnt 1494. | D-4-5731-1031 |      |
| Beiersdorf b.Coburg Coburg (Standort) | Burgstall des hohen und späten Mittelalters. | D-4-5731-1078 |      |
| Lützelbuch Coburg (Standort)          | Siedlung des Neolithikums. | D-4-5732-0046 |      |
| Lützelbuch Coburg (Standort)          | Archäologische Befunde und Funde sowie untertägige Teile des ehem. mittelalterlichen und neuzeitlichen Rittergutes, ersterwähnt 1496. | D-4-5732-0074 |      |
| Neu- u.Neershof Coburg (Standort)     | Archäologische Befunde und Funde sowie mittelalterliche Vorgängerbauten und untertägige Teile des Schlosses Neuhof des 16./17. Jahrhunderts. | D-4-5732-0075 |      |
| Seidmannsdorf Coburg (Standort)       | Mittelalterliche Vorgängerbauten und untertägige Teile der Kirche von Seidmannsdorf des 16. Jahrhunderts. | D-4-5732-0079 |      |